# Ron Smith (Footballspieler, 1943)
Ronald „Trousers“ Smith (* 3. Mai 1943 in Chicago, Illinois; † 2. Juni 2013 in Denver, Colorado) ist ein ehemaliger US-amerikanischer American-Football-Spieler auf Position des Cornerbacks. In der National Football League (NFL) war er jedoch allen voran als Return Specialist erfolgreich.

## Frühe Jahre
Smith ging in Washington, Indiana, auf die Highschool. Später besuchte er die University of Wisconsin.

## NFL
Nachdem er im NFL-Draft 1965 nicht berücksichtigt worden war, nahmen ihn die Chicago Bears unter Vertrag. Im NFL Expansion Draft 1966 wurde Smith von den Atlanta Falcons ausgewählt. In der Saison 1966 und 1967 war er Führender in der Statistik Kickoff-Return-Yards. 1967 wurde er auch des Öfteren auf der Position des Wide Receivers aufgestellt. Nach der 1967er Saison wechselte er zu den Los Angeles Rams. Hier blieb er zwei Jahre, ehe er zu den Chicago Bears getradet wurde. 1972 wurde er in den Pro Bowl als Return Specialist gewählt. 1973 spielte er eine Saison für die San Diego Chargers, 1974 eine Saison für die Oakland Raiders. Danach beendete er seine Profikarriere. Während seiner Karriere erzielte er drei Kickoff-Return-Touchdowns, zwei Punt-Return-Touchdowns und einen Touchdown nach einer Interception.

## Persönliches
Smith erlag am 2. Juni 2013 seinem Lungenkrebsleiden.